# Computação evolucionária
A computação evolucionária (CE, computação evolutiva, ou mesmo biologia evolucionária) é a otimização global inspirada na evolução biológica. Constitui uma família de algoritmos e é um ramo da
inteligência computacional e da computação natural. Sistemas de CE resolvem problemas via populações, erro e acerto, meta-heurística, ou otimização estocástica. Um conjunto inicial de soluções candidatas é gerado e atualizado iterativamente: remoção das soluções menos desejadas, inserção de ruído. No jargão da área, uma população de soluções é sujeita à seleção natural ou seleção artificial e mutação, e portanto
evolui e adapta, i.e. aumenta o fitness (função quantiza quão adaptada/desejada é a solução). A CE é popular na IC por resultar soluções otimizadas
em um espectro largo de contextos, há muitas variantes e extensões para problemas e estruturas de dados específicas.

## Histórico
A CE surgiu nos anos 1950 através da biologia e da genética. Nos anos 60, desenvolveu-se na programação evolucionária (Fogel), algoritmos genéticos (Holland), e estratégias de evolução (Rachenberg e Schwefel). Holland chegou a propor um quarto operador, a inversão, com pouca adoção. Nos anos 1990 elas foram unificadas como computação evolucionária e apareceu a programação genética. Nas últimas décadas, com o aumento expressivo do poder de computação, a CE pode ser mais amplamente aplicada, inclusive para a evolução de programas, solução de problemas multidimensionais, e novas concepções de meta-heurística.

## Algoritmo evolucionário (AE)
Um algoritmo evolucionários (AE) é um sistema de CEs caracterizados por 'seleção' e ('recombinação' e 'mutação') de populações. AEs são tipicamente estocásticos. Um AE pode ser implementado com as seguintes etapas:
- Gere uma população inicial (e.g. aleatoriamente).
- Repita os passos até o término:
  - Selecione os indivíduos mais aptos para reprodução (e.g. maior fitness);
  - Gere novos indivíduos a partir dos selecionados (e.g. via crossover e mutação).

Tipos específicos de AEs incluem: programação genética, programação evolucionária, programação de expressão gênica, evolução diferencial, neuroevolução, sistema de classificação aprendiz.

### Algoritmo genético
Um algoritmo genético (AG) é um AE no qual a geração de novos indivíduos
é especialmente marcada pela mutação e crossover, à semelhança do que ocorre com os genes na evolução natural. Um AG muitas vezes é também marcado pela evolução de soluções
representadas como vetores multidimensionais e informações sobre o problema.

## Algoritmos de CE que não são AEs
A CE abrange inteligência desenvolvidas pela evolução, não apenas o AE,
em geral modelada como um algoritmo de otimização meta-heurística. Dentre estes algoritmos de CE constam: otimização por colônia de formigas (ACO), algoritmos imuno-inspirados, otimização por enxame de partícula e diversos outros modelos de inteligência de enxame.